# (12366) Luisapla
(12366) Luisapla est un astéroïde de la ceinture principale.

## Description
(12366) Luisapla est un astéroïde de la ceinture principale. Il fut découvert le 8 février 1994 à Mérida par Orlando A. Naranjo Villarroel. Il présente une orbite caractérisée par un demi-grand axe de 2,28 UA, une excentricité de 0,11 et une inclinaison de 3,4° par rapport à l'écliptique.

## Compléments